# Ludowa Partia Narodowa
Ludowa Partia Narodowa (People's National Party, PNP) – jamajska socjaldemokratyczna partia polityczna, jedna z dwóch głównych sił politycznych Jamajki (obok Jamajskiej Partii Pracy).

## Historia
Pierwsza w historii Jamajka partia o socjaldemokratycznym profilu. Została założona w 1938 roku przez Normana Manleya. W 1969 roku po śmierci Normana Manleya władze w partii objął Michael Manley. W 1972 roku ugrupowanie odniosło wyborcze zwycięstwo a Manley został desygnowany na premiera. Jego rząd realizował radykalną politykę socjalizmu demokratycznego. W 1980 roku utracił władzę. Na urząd powrócił w 1989 roku. Drugi etap rządów Manleya charakteryzował się prowadzeniem polityki wolnorynkowej. W 1992 roku tekę premiera i przewodniczącego partii objął Percival James Patterson. Polityk pozostawał premierem i przewodniczącym do 2006 roku kiedy to zastąpiła go na tych stanowiskach Portia Simpson-Miller. Socjaldemokracja utraciła władzę w 2007 roku i powróciła do niej w 2012 roku. Urząd premiera kolejnego gabinetu partii ponownie objęła Simpson-Miller (sprawowała go do 2016 roku). 
Partia jest obserwatorem Międzynarodówki Socjalistycznej.